# اس۵ ۸۱+۰۰۱۴
اس۵ ۸۱+۰۰۱۴ (انگلیسی: S5 0014+81) یک اختروش دور، فشرده، بسیار درخشان، با خط طیف نوری گسترده یا بلیزر است که در نزدیکی ناحیه انحراف زیاد صورت فلکی قیفاووس، در نزدیکی قطب استوایی شمالی واقع شده‌است.

## ویژگی‌ها
این شی یک اختروش OVV (متغیر فعال نوری) است که نوعی بلیزر است. به پرانرژی‌ترین زیر کلاس هسته‌های فعال کهکشانی تعلق دارد که با تجمع سریع ماده توسط یک سیاه‌چاله کلان‌جرم مرکزی پرجرم تولید می‌شوند و انرژی گرانشی را به انرژی نور تبدیل می‌کنند که می‌تواند در فاصله‌های کیهانی قابل مشاهده باشد.
در مورد اس۵ ۸۱+۰۰۱۴، یکی از درخشان‌ترین اختروش‌های شناخته شده، با درخشندگی کلی بیش از ۱۰۴۱ وات است، [۲] که برابر با قدر بولومتری مطلق ۳۱٫۵- است.